# جون توگاری
جون توگاری (ژاپنی: 戸苅 淳؛ زادهٔ ۲۴ مهٔ ۱۹۶۸) یک بازیکن فوتبال اهل ژاپن است.
از باشگاه‌هایی که در آن بازی کرده‌است می‌توان به باشگاه فوتبال اوراوا رد دیاموندز اشاره کرد.